# Gonzalo Soriano
Gonzalo Soriano Simó (Alicante, 14 de marzo de 1913 - Madrid, 14 de abril de 1972) fue un pianista español.
Nació en Alicante y se interesó por la pintura y la música desde muy temprana edad, para concentrarse posteriormente en el piano. Terminó sus estudios en el Real Conservatorio de Madrid en 1929, obteniendo el premio fin de carrera, para continuar su aprendizaje en piano y composición con Amzel en Lisboa. Admirador de Manuel de Falla, cuya obra interpretó en numerosas ocasiones, su talento comenzó a ser reconocido ya al poco tiempo de su debut artístico. De aquella época se recuerda su intervención (Alicante, 1933) en una “performance” artística con Ramón Gómez de la Serna, cuya compañía frecuentó durante un tiempo, tanto en la tertulia de Pombo como en la torre que aquel poseía en la calle Velázquez, en Madrid, donde se reunían artistas y literatos. La guerra civil española interrumpió su carrera y solo fue tras el fin de la Segunda Guerra Mundial cuando comenzó a obtener una merecida reputación en Europa como pianista, impresionando al público y a la crítica por su versatilidad, técnica y sensibilidad musical. 
Su carrera internacional comenzó en Europa en 1948 y realizó su primera gira por Estados Unidos en 1954, obteniendo un considerable éxito de crítica y público. De dicha gira surgió su primera grabación americana que contenía la Suite Española de Albéniz (Boston Records: B302). Con la misma compañía grabó las Variations Serieuses de Mendelssohn, Three Romances, Op. 27 de Schumann y la Sonata en La menor Op. 164 de Schubert, todas en un mismo LP (BR, B303).
En 1955 realizó su primera gira por el lejano oriente y en diciembre de 1959 visitó los países escandinavos, gira que incluyó un concierto ante el rey de Suecia, con ocasión de la entrega del Premio Nobel de Medicina al Dr. Severo Ochoa.
Soriano grabó con los mejores intérpretes y directores. Entre otros, fue dirigido por Argenta, Toldrà, Jordà, Mitrópoulos, Schuricht, Rossi, Goossens, Boult, Markevitch, Martinon , Rosbaud y Frühbeck de Burgos grabando con este último las Noches en los Jardines de España y el Concierto en Re mayor para clave, ambos de Falla (Angel records, 36131). Otra grabación memorable de la primera obra fue realizada bajo la dirección de Ataúlfo Argenta (Alhambra, MCC 30008). Victoria de los Ángeles, la excepcional soprano, gran admiradora del talento de Soriano, solicitó su colaboración en repetidas ocasiones para conciertos o grabaciones. El diálogo entre la voz y el piano se mantenía perfectamente equilibrado cuando ambos artistas interpretaban conjuntamente obras de Frederic Mompou, Xavier Montsalvatge o Joaquín Turina. (20th Century Spanish Songs, Angel (S) 35775).
El compositor Xavier Montsalvatge escribió expresamente para él la Sonatine pour Yvette, dedicada a la hija del compositor, estrenada por Soriano en 1962 en la Asociación de Conciertos de Reus (grabada por EMI/La Voz de su Amo, FALP 874). Otros compositores como Federico Mompou y Joaquín Rodrigo escribieron también obras para Soriano. Fue un referente de primera línea del pianismo en España, además de haber actuado con las orquestas de la BBC, Sinfónica de Londres y Filarmónica de Nueva York.
El 14 de abril de 1972, la muerte sorprendió a Gonzalo Soriano en la cama de su domicilio de la calle Reina Victoria, en Madrid. Un infarto acabó de manera fulminante con su vida cuando aún estaba en proceso de producción su última grabación, las Doce danzas de Granados (EMI-Odeón, J 063-10913), una obra por la que ya había obtenido el Grand Prix de l’Académie du Disque Française. Soriano dejó una larga colección de interpretaciones y grabaciones, entre ellas la obra completa de Falla para teclado (La voz de su Amo, 053-00731 y 063-01289). Fue sobrevivido por su madre Consuelo Simó y su compañero sentimental, John Ross, quien, tras su muerte, ingresó en la orden Benedictina en el Monasterio de Silos. Tras veinte años regresó a su ciudad natal en Hawái donde permaneció en la ciudad de Hilo hasta su muerte en 2013.
En su recuerdo el municipio de Alicante tiene una calle dedicada con su nombre, además de haberse creado en 2023, en la misma localidad, el "Concurso Internacional de Piano Ciudad de Alicante" con la finalidad de homenajear al pianista Gonzalo Soriano.
- Datos: Q1189049